# Коэлью Нету, Энрике

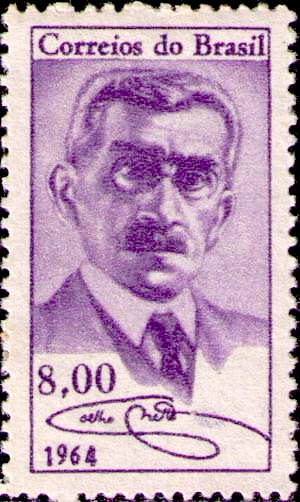
Почтовая марка Бразилии, посвящённая З. Коэлью Нету 1964 год

Энрике Максимилиано Коэлью Нету (порт. Henrique Maximiano Coelho Netto; 21 февраля 1864, Кашиас, Мараньян, Бразильская империя — 28 ноября 1934, Рио-де-Жанейро, Бразилия) — бразильский писатель

, литературный и театральный критик, фольклорист, драматург,  педагог, профессор, политический деятель, один из основателей Бразильской академии литературы, председатель академии в 1926 году.

## Биография
Его отец был португальцем а мать — бразильской индианкой. Окончил Колежиу Педру II, поступил на медицинский факультет, но учёбу бросил. С 1883 года изучал право на юридическом факультете Университета Сан-Паулу. Участвовал в студенческих манифестациях.
Вынужден был перевестись в университет Пернамбуку.
Позже сотрудничал с Gazeta de Tarde. Занимался политической деятельности в рядах республиканцев. Участвовал в борьбе за отмену рабства в Бразилии.
В 1890 году работал секретарём в правительстве штата Рио-де-Жанейро, в следующем году — директором по государственным делам. В 1892 году был назначен профессором истории искусств в Национальной академии искусств, затем — профессором литературы в Колежиу Педру II. В 1910 году стал профессором истории театра и литературы в Школе драматических искусств (Escola de Arte dramatica), затем её директором.
Был членом Палаты депутатов Бразилии.

## Творчество
Писатель-модернист, символист, парнасец.
Автор коротких рассказов, романов, хроник и комедий, в общей сложности создал 112 произведений, опубликованных между 1893 и 1928 годами. Писал также для детей.

## Избранные произведения
- Rapsódias, сборник рассказов (1891)
- Sertão (1896)
- Álbum de Caliban, сборник рассказов (1897)
- Inverno em Flor, роман (1897)
- A Capital Federal (Impressões de um Sertanejo), роман (1893)
- A Conquista, роман (1899)
- Tormenta, роман (1901)
- A Bico de Pena (1904)
- Turbilhão, роман (1906)
- Rei Negro, роман (1914)
- Esfinge, роман (1908)
- O Mistério (1920)
- Mano, Livro da Saudade, (1924)
- O povo, роман (1924)
- Imortalidade, роман (1926)
- Contos da vida e da morte, сборник рассказов (1927)
- A Cidade Maravilhosa, сборник рассказов (1928)
- Bazar, хроника (1928)
- Fogo Fátuo, роман (1929)
- Teatrinho (1905)

Его сын Жуан Коэлью Нету (Преги́ньо), известный бразильский футболист, нападающий.